# ザ!情報ツウ
『ザ!情報ツウ』（ザ じょうほうツウ）は、日本テレビ系列23放送局で2002年4月1日から2006年3月31日まで平日に生放送された朝のワイドショー・情報番組である。

## 概要
2002年3月まで放送されていた『レッツ!』に代わる朝の情報番組として2002年4月1日に番組開始した。メイン司会には、日本テレビ（関東ローカル）で『レッツ!』の後に放送していた『峰竜太のホンの昼メシ前』のメイン司会で主婦受けの良いタレント・峰竜太。初代アシスタントには、数々の報道・情報番組を担当してきた子供を持つ主婦・麻木久仁子。その後、麻木が「次のキャリアのためとしたい」ということで2005年春改編で卒業し、代わって当時の日本テレビのアナウンサーの松本志のぶが第2代アシスタントに就任した。
2004年10月4日から2005年4月1日までは『ザ!情報ツウ800』の番組名が使われていた。2005年4月4日から『ザ!情報ツウ』に戻したが、タイトルロゴでは『News & Entertainment ザ!情報ツウ』と記載していた。
番組にはカモノハシを模したマスコットキャラクター「ハシノジョウ」がいたが、2005年10月より情報塔をイメージした「ジョウホウトール」君に交代した。声は柳沢三千代が担当した。
2002年・2003年では、年末は大晦日まで放送していた（且つ11:25までの拡大版）していた。2004年・2005年では、年内の放送は大晦日以前に終了としたものの、年内最終放送は11:25までの拡大版で放送としていた。なお、2015年までの後継番組『スッキリ!!』の年内最終放送の形態も本番組末期と同様である。
最終回は、出演者全員で浜離宮恩賜庭園から花見中継に出張を行った（副音声解説付）。

### 視聴率
関東地区における視聴率は、2003年の夏頃までは常時9%前後を獲得していたが、2004年に入ってから低下。
後期は苦戦を強いられ、2005年10月以降は終了時間を9:55に早め、開始当初の2時間枠に縮小した。

## 主なコーナー
- 芸能ツウ!（担当：森麻季、斉藤まりあ）
- とーく!ツウ（月曜日 - 木曜日、2006年3月29日「4年間の総集編、約1000組」、3月30日「ゲストのお土産（2005年4月4日 - 2006年3月28日、196品）特集、峰竜太の選ぶお土産No.1」、3月30日でコーナー終了。）
- ウワサの地獄耳（火曜日、『ルックルックこんにちは』内で2000年1月スタートし、『レッツ!』、本番組と続き2006年3月28日でコーナー終了となった）
- 帰ってきた!突撃!隣の晩ごはん（金曜日。『ルックルックこんにちは』内のコーナー。本番組終了後も、2006年6月2日から『NNN Newsリアルタイム』で「突撃リアル!隣の晩ごはん」と、タイトルを変え復活）
- おみくじタマゴ（占い：林ちづる、番組進行により休止あり）
画面に出てくる赤・青・黄・白の4つのタマゴの中から一つを選び、それに応じた大吉・中吉・吉・凶の4段階の占い結果（全体運・金運）とともに、ラッキーアドバイスにあたる開運ツウが発表される。なお、林は、後継番組の占いも引き続き担当。

### かつてのコーナー
- 保坂尚輝の週刊シェフの友（火曜日・開始 - 2002年9月24日、担当：保坂尚輝）
- お宅訪問!クローゼット買い取り隊っ!（隔週月曜日・開始 - 2003年9月、担当：宮前真樹、ナレーター：関智一）
- 素敵な遺言ショー（隔週月曜日・開始 - 2003年3月→火曜日・2003年4月 - 2003年9月、担当：アリtoキリギリス）
- プロは見た!感動!劇場（水曜日・開始 - 2003年9月、ナレーター：奥田民義）
峰が司会を務めたホンの昼メシ前のワンコーナー『実録・プロの目撃シリーズ』の継続。『ザ・ワイド』で同じく水曜日に『私は見た!人生の交差点』として引き継がれた。
- 解決!みんなのはてな（金曜日・2003年10月 - 2004年9月、担当：アリtoキリギリス）
- マル秘・芸能ツウ
- ドラゴン・ツウ（中日ドラゴンズファンの峰が『東京中日スポーツ』の中日球団の記事を紹介する。全国ネットの番組であることはもちろん、中日のライバル球団・読売ジャイアンツの系列グループである日本テレビの番組でこのようなコーナーを行っていたということもあり、『中日スポーツ』でこのコーナーが記事として芸能面に掲載されたことがあった）
- ヨネスケのあなたのグチ買います!（金曜日・2002年10月 - 2003年10月）
- 週末おでかけツウ（金曜日、担当：高橋雄一）
- エンタポリス（金曜日）
- アーティストプレゼンツウ!（金曜日）
- ポシュレ - 『峰竜太のホンの昼メシ前』から引き継いだテレビショッピングコーナー。日本テレビのみ、番組開始から2004年9月まで放送していた。（10.16 -、ネット各局は「マル秘・芸能ツウ」に差し替え。）

## 放送時間の変遷
| 期間      | 期間      | 放送時間（JST）            |
| --------- | --------- | -------------------------- |
| 2002.4.1  | 2004.10.1 | 平日 8:30 - 10:25（115分） |
| 2004.10.4 | 2005.9.30 | 平日 8:00 - 10:25（145分） |
| 2005.10.3 | 2006.3.31 | 平日 8:00 - 9:55（115分）  |

### タイムテーブル
金曜日のみ他の曜日と構成が多少異なっていた。
月曜 - 木曜
- 8:00 - オープニング
- 8:01 - ニュース特集（2本 - 3本）、続けて「芸能ツウ!」
- 曜日別各種企画（曜日によって開始時間が異なる）
  - 月曜日:勝谷誠彦・ニュースの食べ方（9:10頃）
  - 火曜日:芸能界ウワサの地獄耳（9:00頃）
  - 水曜日:有名人のおうちに泊まろう！（8:50頃）
  - 木曜日:言いたい放談・福岡ゼミ（9:00頃、不定期？）
- 9:15頃 - とーく!ツウ（9:40まではとーく!ツウ。おみくじタマゴはゲストも参加する）
- 9:31頃 - おみくじタマゴ
- 9:40 - 最新のニュース（NNN報道フロアから）
  - 福岡担当日はこのニュースの後に「福岡政行の一言コラム」が入る
- 9:49 - 天気予報（担当：森麻季or斉藤まりあ）
- 9:52 - 今日行われるイベントの情報・エンディング・（一部地域のみ）「なるトモ!」予告

金曜
- 8:00 - オープニング
- 8:01 - ニュース特集（2本 - 3本）
- 9:00 - 突撃!隣の晩ごはん
- 9:20 - ファッションチェック!（担当：ファッションプロデューサー・植松晃士）
- 9:28頃 - 芸能ツウ!（金曜日は芸能面紹介のみ）
- 9:32 - テリーズコラム（担当：テリー伊藤）
- 9:39 - 最新のニュース（NNN報道フロアから）
- 9:47 - 天気予報（担当：斉藤まりあ）
- 9:49頃 - おみくじタマゴ
- 9:52 - 今日行われるイベントの情報・エンディング・（一部地域のみ）「なるトモ!」予告

※その日のニュースによって多少の変更あり。

## ネット局
太字の局は2部制時代、時期によって9:55で飛び降りとしていた。
| 放送対象地域   | 放送局                    | 系列           | 備考   |
| -------------- | ------------------------- | -------------- | ------ |
| 関東広域圏     | 日本テレビ（NTV）         | 日本テレビ系列 | 制作局 |
| 北海道         | 札幌テレビ（STV）         | 日本テレビ系列 |        |
| 青森県         | 青森放送（RAB）           | 日本テレビ系列 |        |
| 岩手県         | テレビ岩手（TVI）         | 日本テレビ系列 |        |
| 宮城県         | ミヤギテレビ（MMT）       | 日本テレビ系列 |        |
| 秋田県         | 秋田放送（ABS）           | 日本テレビ系列 |        |
| 山形県         | 山形放送（YBC）           | 日本テレビ系列 |        |
| 福島県         | 福島中央テレビ（FCT）     | 日本テレビ系列 |        |
| 新潟県         | テレビ新潟（TeNY）        | 日本テレビ系列 |        |
| 長野県         | テレビ信州（TSB）         | 日本テレビ系列 |        |
| 静岡県         | 静岡第一テレビ（SDT）     | 日本テレビ系列 |        |
| 石川県         | テレビ金沢（KTK）         | 日本テレビ系列 |        |
| 中京広域圏     | 中京テレビ（CTV）         | 日本テレビ系列 |        |
| 近畿広域圏     | 読売テレビ（ytv）         | 日本テレビ系列 |        |
| 鳥取県・島根県 | 日本海テレビ（NKT）       | 日本テレビ系列 |        |
| 広島県         | 広島テレビ（HTV）         | 日本テレビ系列 |        |
| 山口県         | 山口放送（KRY）           | 日本テレビ系列 |        |
| 香川県・岡山県 | 西日本放送（RNC）         | 日本テレビ系列 |        |
| 愛媛県         | 南海放送（RNB）           | 日本テレビ系列 |        |
| 福岡県         | 福岡放送（FBS）           | 日本テレビ系列 |        |
| 長崎県         | 長崎国際テレビ（NIB）     | 日本テレビ系列 |        |
| 熊本県         | くまもと県民テレビ（KKT） | 日本テレビ系列 |        |
| 鹿児島県       | 鹿児島読売テレビ（KYT）   | 日本テレビ系列 |        |

補足
- 2004年10月1日までは8:30 - 10:25の放送であり、10:15を境とした2部制を敷いていた。
- 2004年10月4日から放送開始時間を30分繰り上げ[1]、8:00 - 10:25の放送となり、9:55を境とした2部制に変更された。
- この改編は当時時間帯民放視聴率トップを走っていたフジテレビ『情報プレゼンター とくダネ!』（8:00開始）とネタ構成などのすみ分けが中々難しく、本番組スタッフが同時刻で真っ向勝負をしたいという非常に強い考えを持っていたためである[2]。
- 2004年5月10日からは9:55に飛び降り点が設けられた。これにより、ネットワークセールス枠が30分短縮された。よみうりテレビでは、2004年5月以降『なるトモ!』（当時は関西ローカル）放送のため、金曜日を除き9:55までの放送となっていた。2004年10月8日以降は、金曜日も9:55までとなっている。秋田放送・テレビ金沢・静岡第一テレビ・中京テレビ・南海放送では、『ザ!情報ツウ800』へのリニューアルに合わせて、2004年10月4日以降、福岡放送では2005年1月4日以降、9:55までの放送になった。
- 2005年10月以降、日本テレビでも上記の『なるトモ!』をネットするため第2部が廃止され、放送時間が全国的に8:00 - 9:55に統一された。中京テレビ・広島テレビ・くまもと県民テレビは追従して『なるトモ!』をネットし、残りの局は9:55以降の枠を各局ローカルの編成に切り替えた。
- 2006年3月13日は、第1回WBC第2ラウンド『日本×アメリカ』戦中継のため9:30 - 10:25の放送（通常より1時間短縮、当初の予定より30分繰り下げ、一部地域では未放送）となった。

## 出演者

### 司会
| 期間     | 期間      | メイン司会 | アシスタント |
| -------- | --------- | ---------- | ------------ |
| 2002.4.1 | 2005.4.1  | 峰竜太     | 麻木久仁子   |
| 2005.4.4 | 2006.3.31 | 峰竜太     | 松本志のぶ   |

### フィールドキャスター
- 森麻季（月曜日・火曜日）
- 斉藤まりあ（水曜日・木曜日・金曜日）

### コメンテーター
コメンテーターは当初日替わり制だったが、2005年春のリニューアル後は、その中でも登場頻度の高いテリー、勝谷、福岡が曜日レギュラーとして登場。これらのレギュラーとは別に男性1名と女性1名のゲストコメンテーターも残され、コメンテーターは実質的に3人体制となっていた。

#### メインコメンテーター
- テリー伊藤（火曜日・金曜日）（後継番組『スッキリ!!』では司会として毎日出演していた）
- 勝谷誠彦（月曜日）（後継番組『スッキリ!!』にも引き続き月曜日のコメンテーターとしてレギュラー出演していた）
- 福岡政行（水曜日・木曜日）

#### その他のコメンテーター
- 宮崎哲弥（評論家）（後継番組『スッキリ!!』にも引き続き水曜日のコメンテーターとしてレギュラー出演）
- 住田裕子（弁護士）
- 海原純子
- 池内ひろ美
- 中林美恵子
- 義家弘介（横浜市教育委員、元北星学園余市高等学校教諭）
- 和田秀樹
- 伊藤洋一
- 家田荘子
- 江田憲司
- 中嶋博行
- 朝倉匠子
- 石川次郎
- 大林素子
- 増田明美
- 地井武男
- 紺谷典子
- 関口照生（写真家）
- 早見優
- 倉田真由美
- 品田英雄（日経エンタテイメント!編集長）

ほか

### リポーター
- 阿部祐二（後継番組『スッキリ!!』にも続投）
- 大竹真（同上）
- 服部恭子
- 大原その子
- 平松真奈美
- 中島亜紀
- 安藤慶子
- 菊池真由子
- 辻史子

### 芸能キャスター
- 井上公造（月曜日・火曜日・水曜日）
- 城下尊之（木曜日・金曜日）（リポーターも兼務）

### コーナーレギュラー
- ヨネスケ（金曜日の『突撃!隣の晩ごはん』）

### ニュース
※前座番組『ズームイン!!SUPER』内『NNNニュースSUPER』と連動して隔週担当
- 町亞聖
- 岸田雪子

## 歴代のテーマ曲
1. 2002.4.1 - 2004.10.1：椎名KAY太
2. 2004.10.4 - 2005.4.1：不明
3. 2005.4.4 - 2006.3.31：松ヶ下宏之 (Bluem of Youth)

## スタッフ
- 総合演出：佐藤一（2005年10月3日 - ）
- 演出：水上啓（以前はディレクター・特集企画）、赤間佳彦
- 構成
  - （平日）：川上伸一、水谷和彦
  - （月曜日）：城田光男（城田→以前は火曜日）、小畑良浩、下河内一雄、鈴木健太郎
  - （火曜日）：中条原始、城田光男、田中英志
  - （水曜日）：高橋亜子（高橋→以前は金曜→一時離脱）、藤原拓谷、小畑良浩（毎週）、坂本久実、坂入武（不定期）
  - （木曜日）：橋本敦司（橋本→以前は金曜→一時離脱）、吉田豪、田中英志
  - （金曜日）：大久保政男、満友研、AKO
- TM：小椋敏宏
- TD：小林宏義、杉本好造、工藤恂児、鈴木詳司、掛川陽三郎、滝沢壮治、加賀屋博史、笹川秀男、望月達史、澁谷誠一、今泉雅晴
- SW：村上新郷、武藤慶一、宮崎和久
- カメラ：落合弘祐、佐藤裕司、田代義昭、田口勝夫、遠藤文章、泉博司、安藤康一、吉田健治、北折雅人、茅野竜徳
- 音声：中村一男、酒井孝、山口直樹、白水英国、中山貴晴
- 照明：小笠原雅登、内藤晋、安井雅子、村上真美、小林靖直、渡辺一成、中瀬有紀、山本智浩、名取孝昌、小川勉、高橋明宏、木村明、四野宮伸恭
- 調整：山口考志、佐藤満、矢田部昭、塩原和益、小熊透、菅谷典彦、飯島章夫、八木一夫、矢込宏敬、佐久間治雄、服部博、各務裕之、高橋一徳、石野太一
- 音効：岡戸久幸、中陽一郎、竹中絵美、松島良子、木村匡宏、小堀貴史、原靖幸、渡辺直子、中島祥、富岡隆晃
- 音楽：松ヶ下宏之
- アートプロデューサー：高野豊
- デザイン：道勧英樹
- TK：長坂真由美、石島加奈子、林たか子、矢島由紀子、伊藤佳加
- ECG：船木妥子、辻根昌枝
- ナレーター：酒井美紀、石川英郎（月曜日・火曜日）、小野田英一、柳沢三千代（水曜日〜金曜日）
- ブレーン：松岡昇
- 企画コーナー：飯塚一志・木村通利・若狭真美（ジーワン）、高橋章良（CHAPTER）、小林三旅・深見将史・日野亜希子・洪龍吉・山口正人・大隅正睦（SLOW LAND）、鵜沢幸生、古屋里美・今村健二・塚田秋春・稲葉則夫（日本テレビエンタープライズ）、堀江一成、富田晶子（ホールマン）、窪田道博・加藤由香里・井上啓子・二ノ宮悟・山崎成実・小川原康容子・田中美穂子・井上航・松井恵美・猪股伸雄・中森賢士・矢島理恵子・安達昇・田中大瑞・有本誠・峰添忠・大澤葉子（CR-NEXUS）、栄永英幸・長谷川孝・鈴木孝志（マイ・プラン）
- 制作協力：日本テレビエンタープライズ
- 美術協力：日本テレビアート
- ディレクター：前田憲昭、小野祐司、中島幸一、本田秀次、石塚哲郎、石井伸吾、小野高弘、かわかみかつみ(川上克己)、井村誠男、青木良英、陰山昇生、萩原亮太郎、大石健、吉田安宏、小礒雅樹、森脇圭一／たなべかつひろ（2003年8月頃 - 2004年3月頃、以前はディレクター、2003年5月16日 - 7月頃演出、一時離脱→曜日プロデューサー）、冨永倫子、鈴木俊治、松野真希子、大西太郎、海老原章、筒井梨絵、瀬霜猛夫、箙英明、長谷川将、池田あき（池田→デジタル・フロンティア、以前は企画コーナー）、西山英雄／小野隆史、小松慎太郎、川上美樹／望月利晋、野島穣治
- エンタツウ：伊藤彰（2004年4月5日 - 、2003年10月頃 - 2004年3月は曜日プロデューサー、2002年12月2日 - 2003年9月頃演出、以前はプロデューサー）、戸倉一洋（曜日プロデューサー兼務）
- 運行デスク：澤田浩一（曜日プロデューサー・エンタツウ兼務）
- ラインプロデューサー：上野有子、高橋勝美
- 企画プロデューサー：山田哲也（2005年10月3日 - ）、伊藤彰（以前はエンタツウ・プロデューサー）
- 芸能プロデューサー：宮澤清夫（2005年10月3日 - 、以前は芸能デスク）
- 曜日プロデューサー：倉田圭子（2003年8月頃 - 2005年9月はプロデューサー、以前はディレクター）
- 芸能デスク：河村佳司、妹尾和夫、小川和宏
- デスク：佐藤恵子、高嶋晃子、大西真紀、蛭子郁恵、水本三千代、木村信樹、桑原隆二
- 曜日プロデューサー：澤田浩一（2004年4月5日 - 、以前はディレクター→2003年4月頃 - 7月頃プロデューサー→2003年8月頃 - 2004年3月頃運行デスク）、脇山浩一（他曜日はプロデューサー）
- プロデューサー：小松良徳、坂巻航、脇山浩一、杉本光一朗、仲田恵一、戸倉一洋（坂巻・脇山→2004年4月5日 - 、脇山→以前はディレクター→2003年8月頃 - 2004年3月頃運行デスク、小松・杉本・仲田→2005年10月3日 - 、戸倉→以前はディレクター・プロデューサー→2002年12月25日 - 2003年9月頃演出、2003年10月 - 2005年9月は曜日プロデューサー）
- チーフプロデューサー：高橋正弘（2002年7月1日 - ）
- 製作著作：日本テレビ

### 過去のスタッフ
- 総合演出：渥美光三（2002年4月1日 - 11月29日）、岡田泰三（2002年12月2日 - 2003年6月27日、以前は演出）、村上和彦（2003年7月1日 - 2005年9月30日）
- 構成
  - （月曜日）：今上正義（毎週）、赤木俊介、尾首大樹（共に不定期、以前は毎週）
  - （火曜日）：吉村幹彦
  - （水曜日）：藤堂平助
  - （木曜日）：高田勝博、本郷実
  - （金曜日）：折戸泰二郎、原渕勝仁、守矢直記、西田秀城、望月潤一郎、大原広軌、山上志津江、上原銀河、赤木俊介（赤木→以前は月曜）
- TM：伊東聡、原泰造、勝見明久、板東秀明、柴田康弘
- TD：松村興、福王寺貴之
- 調整：島村隆宏、小澤郁弥、神田洋介、笈川太、三崎美貴、新名大作、鈴木雄仁、山本英雄
- 音効：本間孝男
- ブレーン：山田美保子
- 似顔絵：星の子プロダクション
- 運行デスク：福家育代（福家→2004年4月 - 7月頃、2003年4月頃 - 2004年3月はプロデューサーのみ）
- デスク：塩原由子
- ディレクター：中山雅絵、矢野健二、村田みよこ、関まほろ、渡辺俊之、岡田五知信、畠山直人、深谷幸弘、蒲谷典久、平井健太郎、村田修一、大井川裕美、西川大助、鷲見太郎、川口勝也、内藤和明、外山健二郎/田中智顕、布瀬和夫、小林英丘（小林→2004年4月 - 2005年9月特集企画兼務）、中谷聡、三上絵里子／中野伸郎、佐藤裕之、布川英樹、河原克己、四家雄一郎、大槻謙二、川瀬哲夫、吉田真紗記、野間真美子、三上済、関根奏、山本大輔、黒木富之、下林繁男、古賀淳治、長浜和久、大場宏一／深井紀行、三井保夫、宇治田貴也、住田雄一、桑原慶介、須川夕香／三角園文明、高沢寛人、加宮貴博（加宮→2004年4月 - 7月頃運行デスク兼務）、鈴間広枝
- スーパーバイザー：真山勇一（2002年12月2日 - 2003年3月）
- 報道：池本英里子、門井亜希、吉原勇夫（共に2002年12月2日 - 2005年9月頃）
- ラインプロデューサー：吉川保志、平島泰憲、大久保志保
- プロデューサー：湯元敏浩、関健一、有田泰紀、坂田亨（坂田→2003年8月頃 - 、以前はラインプロデューサー、有田→2004年8月頃 - 、共に2005年9月まで）
- 統括プロデューサー：神蔵克（2004年4月5日 - 2005年9月頃、以前はプロデューサー）
- チーフプロデューサー：林隆一郎（2002年4月1日 - 6月28日）